# Frieda Salvendy
Frieda Salvendy (geboren 4. Jänner 1887 in Wien; gestorben 24. März 1965 in Malvern, England) war eine österreichische Malerin und Grafikerin.

## Leben und Wirken
Frieda Salvendy wurde am 4. Jänner 1887 in Wien geboren. Die Familie Salvendys stammt aus Neustadt an der Waag (heute Néve Mésto nad Vahom in der Slowakei, damals Ungarn). Dort wuchs Salvendy auf. 1902 kam Frieda Salvendy zur Schulausbildung nach Wien. 1912/1913 erfolgte ihr Studium an der Großherzoglichen Kunstschule in Weimar bei Albin Egger-Lienz und Felix A. Harta. Seit 1914 sind ihre Werke dokumentiert. Von 1920 bis 1938 lebte die Künstlerin in Wien-Hietzing.
Salvendy war aktiv in der Künstlervereinigung „Freie Bewegung“ (1918–1922) vertreten. Die Gruppe, zu der neben Katharina Zirner, Helene Funke auch u. a. die Maler Carry Hauser und Georg Ehrlich, der Komponist Josef Matthias Hauer, Adolf Loos oder Johannes Itten gehören, sah sich als Opposition zu Jugendstil und Dekorationskunst.

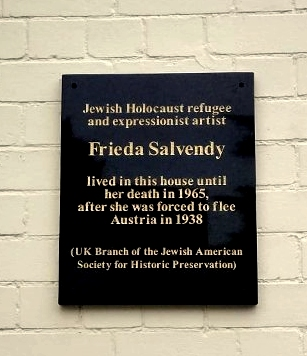
Gedenktafel am letzten Wohnort in Malvern

Salvendys Werke waren immer wieder in den Ausstellungen der Vereinigung bildender Künstlerinnen Österreichs und des 1926 gegründeten Künstlerinnenvereins „Wiener Frauenkunst“ zu sehen. 1922 erfolgte ihre erste Beteiligung an einer Ausstellung der Künstlervereinigung „Hagenbund“. Sie wurde als eine von nur wenigen Frauen 1928 als außerordentliches Mitglied in den „Hagenbund“ aufgenommen.
Sie unternahm zahlreiche Studienreisen in die Länder des Adriaraums, weiters nach Italien, Südfrankreich und in die Slowakei. In den Sommermonaten von etwa 1930 bis 1937 hatte sie Malaufenthalte auf dem Gut von Anna Lesznai in Körtvélyes/Hrusov. Sie malte vor allem Landschaften aus dem Adriaraum und der Slowakei, sowie Stillleben mit meist kräftigen Farben, nach 1950 oftmals Blumenaquarelle, als Graphikerin schuf sie überwiegend Landschaftslithographien, teils auch in Zyklen (z. B. Wienmotive, oder Die Burgen und Ruinen des Waagtales).
Zu ihren Förderern zählte das Kunstkritikerpaar Hans und Erika Tietze. Die Werke der Künstlerin polarisierten die zeitgenössische Kunstkritik wegen ihres expressiven, kraftvollen Stils. Im Herbst 1938 oder Anfang 1939 emigrierte Salvendy nach England (Malvern/Worcestershire), wo sie 1968 – als Künstlerin völlig vergessen – starb.

## Ausstellungen (Auswahl)
- 1922: Beteiligung an einer Ausstellung des Hagenbundes
- 1931: Kollektivausstellung in Prag